# فريدريك ماركس
فريدريك ماركس (بالإنجليزية: Frederick Marx)‏ هو مونتير وكاتب سيناريو ومنتج أفلام ومخرج أمريكي، ولد في القرن العشرين.

## وصلات خارجية
- فريدريك ماركس على موقع IMDb (الإنجليزية)
- فريدريك ماركس على موقع ألو سيني (الفرنسية)
- فريدريك ماركس على موقع أول موفي (الإنجليزية)
- فريدريك ماركس على موقع قاعدة بيانات الفيلم (الإنجليزية)
- فريدريك ماركس على موقع كينوبويسك (الروسية)